# Superfaker
『Superfaker』（スーパー・フェイカー）は、2001年9月26日にBMG JAPAN／RCAレコードから発売されたKAN29作目のシングル。
アルバム『Gleam & Squeeze』と同時発売。本作発売後、約4年半にわたり、リリースが途絶える。

## 収録曲
全曲　作詞・作曲：KAN
1. Superfaker
  - 編曲：KAN
2. カラス
  - 編曲：KAN
3. ときどき雲と話をしよう （Live）
  - 演奏：ヤン嶋田とニューブリーフ